# Ревна (приток Десны)
Ревна́ (в верхнем течении — Ре́вна; Ревень) — река в Брянской области России, левый приток Десны.
Общая длина реки 76 километров, ширина от 2 до 6 метров, глубина колеблется в пределах 0,2—1,5 м. Скорость течения реки 0,3—0,5 м/с, площадь бассейна 630 км². Среднегодовой расход воды составляет 14,1 м³/с. Крупными притоками являются речки: Чесновская и Шумок.
На реке расположено несколько населённых пунктов, крупнейший из которых — посёлок Синезерки.
В селе Рёвны Навлинского района на Ревне расположен старинный усадебный парк, связанный с именем К. Г. Паустовского.